# Antoni Dezydery Biesiekierski
Antoni Dezydery Biesiekierski herbu Pomian (ur. 22 maja 1743, zm. 13 września 1818 w Płowcach) – szambelan Stanisława Augusta Poniatowskiego w 1774 roku, kasztelan kowalski, poseł na sejm, kawaler Orderu Świętego Stanisława (1790).

## Życiorys
W 1764 roku podpisał elekcję Stanisława Augusta Poniatowskiego. Członek konfederacji Adama Ponińskiego w 1773 roku.
Poseł na Sejm Rozbiorowy 1773–1775 z województwa inowrocławskiego. Jako członek delegacji był przedstawicielem opozycji. W 1775 nie podpisał ratyfikacji traktatu I rozbioru Polski. Z własnej kiesy dopłacił do sprawowanego mandatu posła 36 000 złp. Niejednokrornie później zrzekał się należnych mu wynagrodzeń ze skarbu Rzeczypospolitej. Był członkiem konfederacji Sejmu Czteroletniego.
Był ojcem m.in. Ferdynanda Erazma Biesiekierskiego.